# Nino Besozzi
Nino Besozzi, all'anagrafe Giuseppe Besozzi (Milano, 6 febbraio 1901 – Milano, 2 febbraio 1971), è stato un attore italiano.

## Biografia

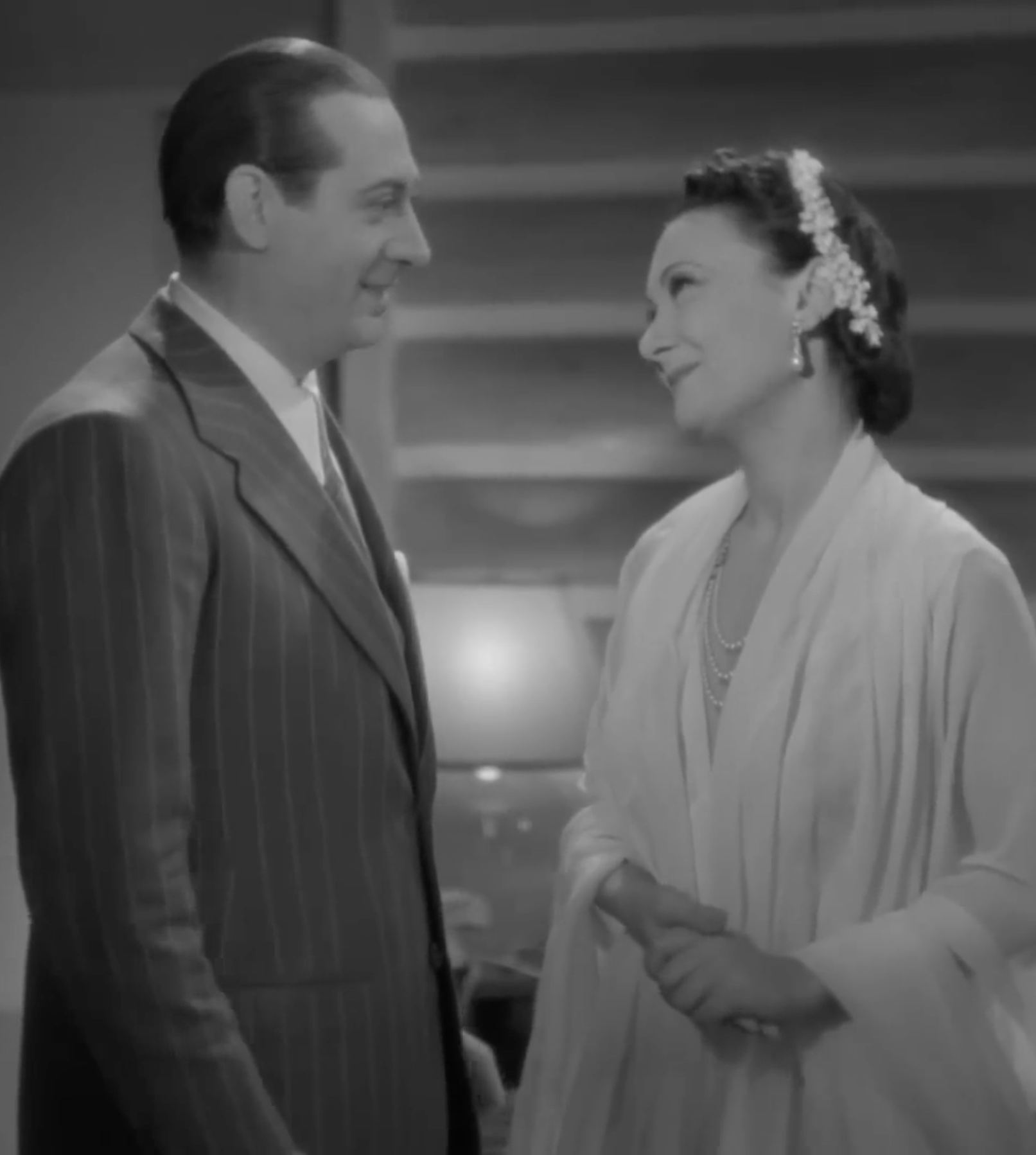
Besozzi con Elsa Merlini nel film La dama bianca (1938)

Debuttò nel 1919 a Siena con la Compagnia Calò, per poi far parte di varie compagnie accanto ad artisti come Irma Gramatica, Luigi Cimara, Andreina Pagnani, Ruggero Ruggeri, Vera Vergani, Virgilio Talli e Vittorio De Sica, rivelando doti particolari nel genere comico.
Dal 1931 al secondo dopoguerra alternò teatro e cinema, specializzandosi in parti di giovanotto disinvolto e brillante nell'ambito del repertorio comico-sentimentale dei "telefoni bianchi" e spesso in coppia con Elsa Merlini in pellicole come La segretaria privata di Goffredo Alessandrini (1931) e T'amerò sempre di Mario Camerini (1933); negli stessi anni si concedeva le prime fugaci apparizioni ai microfoni della radio, come in Le gelosie di Lindoro di Carlo Goldoni (1932), con Dina Galli. Per quanto riguarda il teatro, in questo periodo fondò la celebre Compagnia Besozzi-Falconi, insieme ad Armando Falconi.
Distintosi anche in ruoli drammatici, dal 1946 si impose a teatro soprattutto nel repertorio brillante, interpretando lavori come Siamo tutti milanesi di Arnaldo Fraccaroli ed I morti non pagano tasse di Nicola Manzari.
Dotato di una voce duttile, con la quale giocava anche attraverso effetti nasali, prese parte a varie trasmissioni alla radio, soprattutto negli anni cinquanta: da riviste come Zig Zag (1950) e Fermo posta (1956) a commedie quali Viaggio di piacere di Gondinet (1956, regia di Enzo Convalli), Bettina di de Musset (1958, regia di Nino Meloni) e Ricordati di Cesare di Davion (1959, regia di Alessandro Brissoni), con Lina Volonghi e Alfredo Bianchini.
Esordì in televisione nel 1956 partecipando al varietà Lui, lei e gli altri, una sorta di sitcom ante litteram. Impegnato in seguito nella prosa televisiva, ma anche in spettacoli di varietà come Un due tre e Con loro (1956), fu tra gli interpreti degli sceneggiati Mont Oriol (1958) e Il Conte di Montecristo (1966).
Tra le sue ultime interpretazioni radiofoniche si ricordano Ipotesi strutturale di Armando Plebe e Giuseppe Di Martino (1969, regia di Giuseppe Di Martino) e Il vestito di pizzo di Bowen (1970, regia di Michele Bandini). L'ultima apparizione televisiva fu in "Domani a mezzogiorno", episodio della serie Giallo di sera (1971, regia di Guglielmo Morandi), andato in onda poco dopo la sua morte. Nino Besozzi fu anche un pregevole caricaturista, disegnatore e pittore.
Morì nel 1971; riposa al Cimitero Monumentale di Milano.

## Filmografia

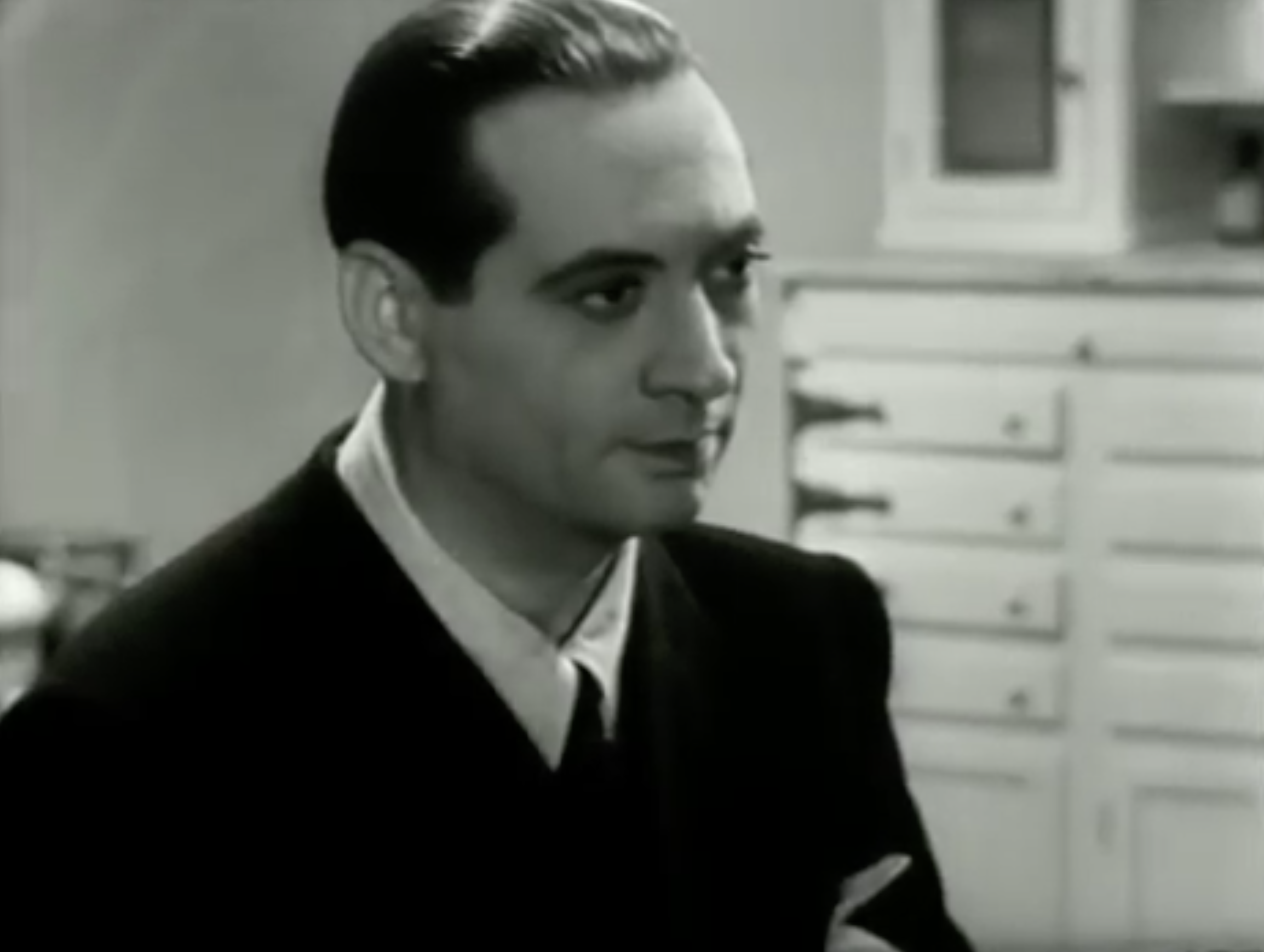
Besozzi in 30 secondi d'amore (1936)

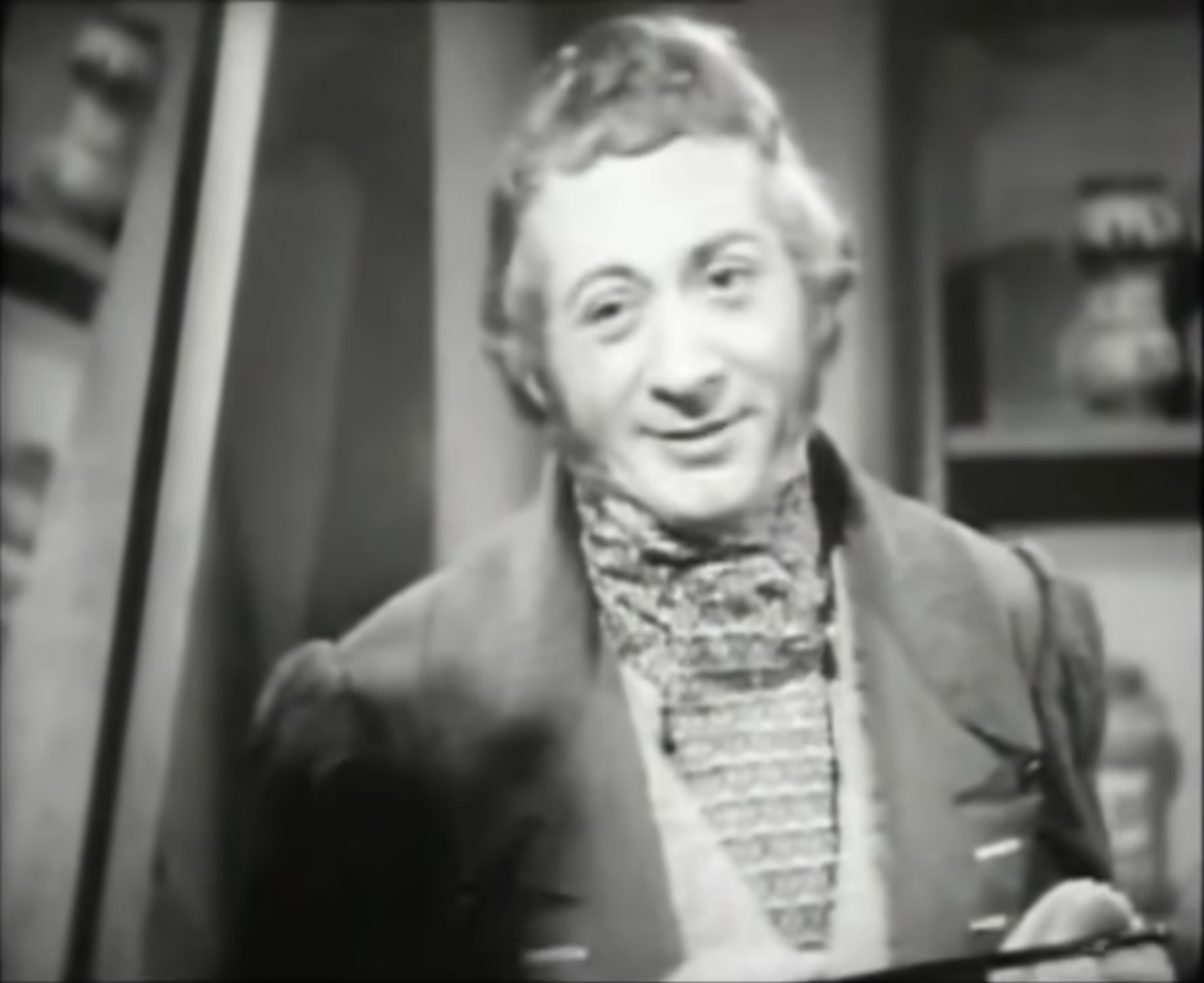
Besozzi in Rossini (1942)

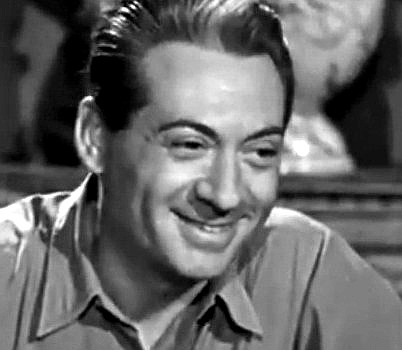
Besozzi in Abbasso la miseria! (1945)

- La segretaria privata, regia di Goffredo Alessandrini (1931)
- Paradiso, regia di Guido Brignone (1932)
- Cercasi modella, regia di Emmerich Wojtek Emo (1932)
- Una notte con te, regia di Emmerich Wojtek Emo e Ferruccio Biancini (1933)
- T'amerò sempre, regia di Mario Camerini (1933)
- Non son gelosa, regia di Carlo Ludovico Bragaglia (1933)
- Non c'è bisogno di denaro, regia di Amleto Palermi (1933)
- Il presidente della Ba. Ce. Cre. Mi., regia di Gennaro Righelli (1933)
- Frutto acerbo, regia di Carlo Ludovico Bragaglia (1934)
- Come le foglie, regia di Mario Camerini (1934)
- Kiki, regia di Raffaello Matarazzo (1934)
- Il serpente a sonagli, regia di Raffaello Matarazzo (1935)
- 30 secondi d'amore, regia di Mario Bonnard (1936)
- Vivere!, regia di Guido Brignone (1937)
- Ho perduto mio marito, regia di Enrico Guazzoni (1937)
- Nina, non far la stupida, regia di Nunzio Malasomma (1937)
- I due misantropi, regia di Amleto Palermi (1937)
- Eravamo 7 sorelle, regia di Nunzio Malasomma (1937)
- Duetto vagabondo, regia di Guglielmo Giannini (1938)
- Amicizia, regia di Oreste Biancoli (1938)
- La dama bianca, regia di Mario Mattoli (1938)
- Mille chilometri al minuto!, regia di Mario Mattoli (1939)
- La danza dei milioni, regia di Camillo Mastrocinque (1940)
- Barbablù, regia di Carlo Ludovico Bragaglia (1941)
- Non mi sposo più, regia di Erich Engel (1941)
- Rossini, regia di Mario Bonnard (1942)
- La signorina, regia di Ladislao Kish (1942)
- La maestrina, regia di Giorgio Bianchi (1942)
- La maschera e il volto, regia di Camillo Mastrocinque (1942)
- Tre ragazze cercano marito, regia di Duilio Coletti (1943)
- La resa di Titì, regia di Giorgio Bianchi (1945)
- Abbasso la miseria!, regia di Gennaro Righelli (1945)
- Lo sciopero dei milioni, regia di Raffaello Matarazzo (1947)
- Arrivederci, papà!, regia di Camillo Mastrocinque (1948)
- L'ultimo amante, regia di Mario Mattoli (1955)
- Accadde al penitenziario, regia di Giorgio Bianchi (1955)
- Porta un bacione a Firenze, regia di Camillo Mastrocinque (1955)
- Destinazione Piovarolo, regia di Domenico Paolella (1955)
- La fortuna di essere donna, regia di Alessandro Blasetti (1956)
- Classe di ferro, regia di Turi Vasile (1957)
- Vacanze a Ischia, regia di Mario Camerini (1957)
- La legge è legge, regia di Christian-Jaque (1957)
- Costa Azzurra, regia di Vittorio Sala (1959)
- Walter e i suoi cugini, regia di Marino Girolami (1961)
- Whisky a mezzogiorno, regia di Oscar De Fina (1962)
- Scusi, lei è favorevole o contrario?, regia di Alberto Sordi (1966)
- Il terribile ispettore, regia di Mario Amendola (1969)
- Arrivederci all'inferno, amici!, regia di Juraj Jacubisko (1970)

## Prosa televisiva
- Lo sbaglio di essere vivo, commedia di Aldo De Benedetti (1956)
- Uno, due, tre di Ferenc Molnár, regia di Silverio Blasi, trasmessa il 28 aprile 1956.
- Con loro, commedia di Guglielmo Zorzi, regia di Alberto Gagliardelli, trasmessa il 17 agosto 1956.
- L'ultimo ballo, commedia di Ferenc Herczeg, regia di Giancarlo Galassi Beria, trasmessa il 21 settembre 1956
- Il ladro sono io, commedia di Giovanni Cenzato, regia di Giancarlo Galassi Beria, trasmessa l'8 novembre 1957.
- Mont Oriol, sceneggiato televisivo, regia di Claudio Fino, trasmesso nel 1958
- Il conte di Montecristo, sceneggiato televisivo, regia di Edmo Fenoglio (1966)
- I racconti del maresciallo, miniserie televisiva tratta dall'omonimo libro di Mario Soldati, regia di Mario Landi, 1968.

Giallo di sera,serie televisiva, episodio Domani a mezzogiorno,(1971)

### Carosello
Besozzi partecipò inoltre a numerose edizioni della rubrica pubblicitaria televisiva Carosello:
- nel 1957 per il Sunil della Lever-Gibbs, insieme a Ferruccio Amendola, Fanny Marchiò, Pina Bottin e Munaretto; da solo per i prodotti dolciari pasquali della Nestlé;
- nel 1959 per la Scuola Radio Elettra di Torino;
- nel 1960 per il sapone Persil della Henkel, insieme a Leda Celani;
- negli anni 1968, 1969 e 1970 per il dentifricio Chlorodont, con Nino Dal Fabbro e Ciccio Barbi.

## Prosa radiofonica Rai
- Viaggio di piacere, commedia di Edmond Gondinet, regia di Enzo Convalli, trasmessa il 13 agosto 1956.
- Difesa d'ufficio, di John Mortimer, regia di Nino Meloni, trasmessa il 1º febbraio 1958.

## Varietà radiofonici Rai
- Il signore di tanti anni fa, spettacolo nostalgico di Antonio Amurri e Mino Caudana, regia di Federico Sanguigni (1960)